# جبهة الخلاص الوطني (السودان)
جبهة الخلاص الوطني هي تحالف لجماعات المعارضة في دارفور، السودان. وبحسب إعلان تأسيسهم، فإن الجبهة تتكون من حركة العدل والمساواة، وهي فصيل رافض لحركة/جيش تحرير السودان والتحالف الديمقراطي الفيدرالي السوداني. تعارض جبهة الخلاص الوطني اتفاق سلام دارفور، الذي وقعه فصيل جيش تحرير السودان بقيادة ميني مناوي والحكومة السودانية في 5 مايو 2006. تم تشكيل المجموعة في أواخر يونيو 2006، بعد اتفاقية أبوجا  ويقودها أحمد دراج.
تمثل جبهة الخلاص الوطني نسبة كبيرة من قوات المعارضة في دارفور. لا يعترف الاتحاد الأفريقي والحكومة السودانية و«الشركاء» الدوليون الآخرون في اتفاق سلام دارفور بشرعية امتناعهم عن التوقيع على اتفاق السلام.